# 英屬美洲
英屬美洲包括大英帝國在美洲1607年至1783年間的殖民地。這些殖民地在十三殖民地于美國獨立戰爭（1775－1783）宣佈脫離英國獨立前官方名為英屬美利堅及英屬西印度群島（British America and the British West Indies）。從此以後則改用英屬北美形容英國在美洲餘下的領土。該詞在1783年美國獨立戰爭以前已經非正式地使用，但在1839年英屬北美事務報告（又稱德爾漢姆報告）以前並不常用。
英屬美洲在1763年巴黎條約後獲得大量新領土，結束了英法北美戰爭，也結束了英國在歐洲的七年戰爭。1775年美國獨立戰爭開始時，大英帝國包括新西班牙以東及以北20個殖民地（新西班牙包括墨西哥及美國西部）。東、西佛羅里達在1783年巴黎條約割讓予西班牙王國，同時也結束了美國獨立戰爭，1819年又在處理與西屬佛羅里達（路易斯安那州東部、阿拉巴馬州南部、密西西比州及佐治亞州西部）的舊西南邊界條約談判時被西班牙割讓予美國。東北面英屬北美餘下的殖民地在1867年和1873年聯合各省成為加拿大。更東面的紐芬蘭自治領在1949年加入加拿大。